# Fanni Luukkonen
Fanni Luukkonen (Oulu, Finlandia, 13 de marzo de 1882 - 27 de octubre de 1947, Helsinki) fue una profesora y militar finlandesa. Líder de la Lotta Svärd más longeva en el cargo (1929-1944), una organización auxiliar voluntaria para mujeres.

## Biografía

### Primeros años
Fanni Luukkonen nació en Oulu en 1882 en la familia de Ollie y Katarina Sophia Luukkonenov, fue el segundo hijo de la familia. Después de graduarse de la escuela pública, fue enviada a la escuela Oulu para niñas. Su elegante dama era la conocida predicadora del pietismo, Angélica Venel, cuya influencia se sintió en el comportamiento y el pensamiento de muchos de sus graduados mucho después de su graduación. Se graduó del Colegio Pedagógico de Mujeres de la Universidad de Helsinki en 1902. Después de eso, trabajó como maestra en Oulu, y luego, a partir de 1912, se convirtió en maestra principal en la escuela de niñas en el seminario de maestros de Sortovalsky.

### Lotta Svärd
Después de su graduación se unió a la Lotta Svärd, siendo elegida como la líder en 1929, participando en la Guerra de Invierno. Durante su tiempo, la organización creció a 232.000 miembros, la organización de mujeres más grande de Finlandia e incluso del mundo. El mariscal Mannerheim le otorgó la Orden de la Cruz de la Libertad de 1.ª clase con espadas en junio de 1940. Ella fue la primera mujer en recibir esta decoración. 

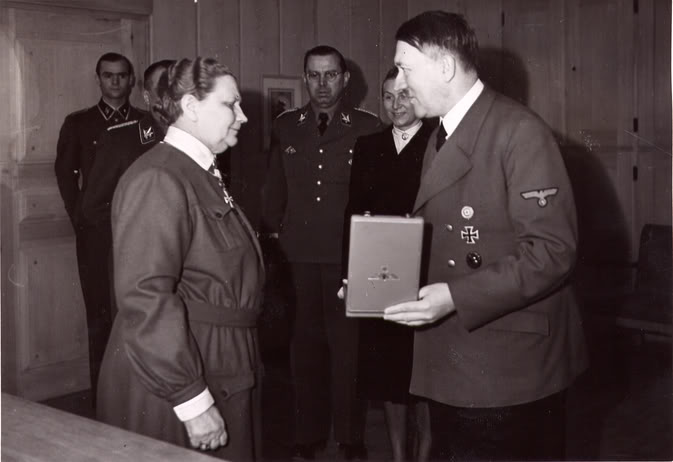
Adolf Hitler otorgándole la Orden del Águila Alemana, 19 de mayo de 1943.

También fue galardonada con la Orden del Águila Alemana con Estrella en 1943. Siendo la única mujer no alemana en recibir la condecoración.

### Posguerra
Cuando terminó la Guerra de Continuación, la Unión Soviética exigió que Lotta Svärd, junto con Suojeluskunta, fueran disueltos. 
En la competencia Suuret Suomalaiset (los mejores finlandeses) (similar a los 100 mejores británicos) Fanni Luukkonen fue votada por el puesto 44. 

### Muerte

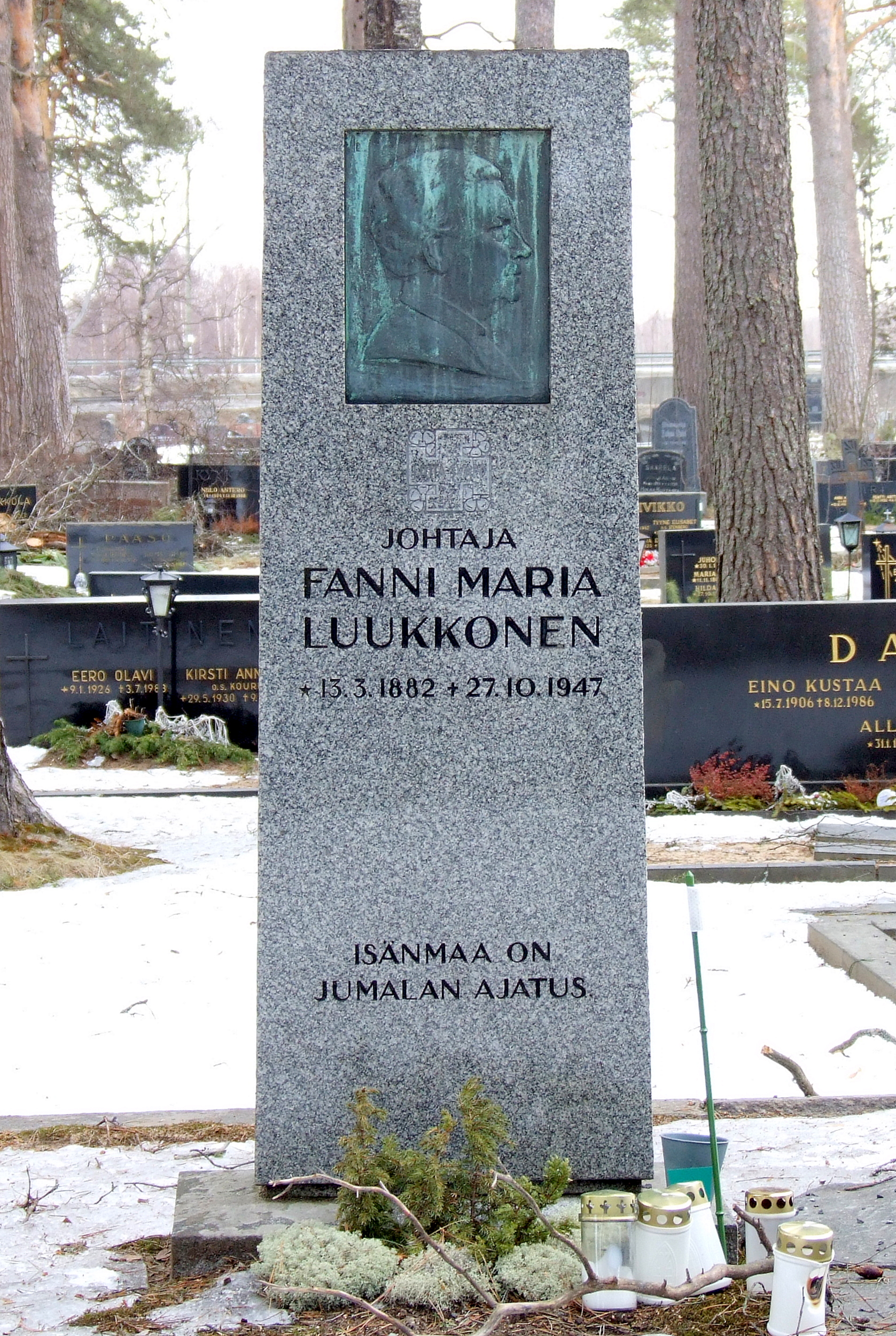
Tumba de Fanni Luukkonen.

Fanni Luukkonen murió en Helsinki el 27 de octubre de 1947 de un ataque al corazón a los 65 años y fue enterrada en una tumba familiar en Kruununsaar. El emblema de Lotta fue tallado en la lápida y la frase: "Isänmaa en Jumalan ajatus" ("La patria es el pensamiento de Dios").